# 黑带出勤中
《黑带出勤中》（韓語：무도실무관，曾译《武道事务官》）是2024年上映的韩国动作喜剧片，由《青年警察》、《猎犬》的导演金周焕执导，金宇彬、金成均主演，2024年9月13日由Netflix全球独家播出。

## 剧情概要
影片讲述跆拳道、剑道、柔道段位加起来达到9段的李政道和拥有出色犯罪行为感知直觉但武道实力一般的保护观察官金宣民，两人一起做着监视电子脚铐佩戴对象并预防犯罪发生的「武道事务官」工作时发生的事情。武道事务官是负责监视由于再犯机率高而被处分保护观察的电子脚铐佩戴对象，并预防犯罪、保护市民的人；通常武道事务官会与保护观察官编成两人一组展开工作，防止保护观察官陷入危险和制服犯罪者也是武道事务官的工作职责。

## 演员阵容
- 金宇彬 饰演 李政道

对困难中的人无法视而不见的青年，平时在父亲的炸鸡店做外送工作。雖与朋友们一起在网咖玩游戏、喝酒聊天的平凡年轻人并无两样，但他唯一与众不同的便是跆拳道、剑道、柔道都是黑带的9段「武道」实力者。在某次偶然救出被电子脚铐犯罪分子攻击的武道事务官后，他作为替代者展开了为期5週的工作。
- 金成均 饰演 金宣民

希望做些对人们有帮助的事而成为管理佩戴电子脚跨重犯的保护观察官，他了解自己的临时搭档李政道的才能和直觉，因此劝说其成为正式的武道事务官。
- 姜亨硕 饰演 K編劇

李政道的至亲“三人帮”之一，不管政道去哪里，都跟在政道身边，对彼此无所不知。
- 李铉杰 饰演 姜奇中
- 朴智烈 饰演 赵民祖
- 李中玉 饰演 韩炳淳
- 金耀漢 饰演 濕氣
- 康承鎬 饰演 金民旭
- 孫相淵 饰演 李揚湖
- 金育浩 饰演 崔警官
- 刘仁赫 饰演 李青勇
- 李海英 饰演 李相佑（特别出演）
- 金志映 饰演 河善贞（特别出演）
- 池珍熙 饰演 总统（特别出演）
- 李正賢 饰演 护身用品商店职员（特别出演）
- 权日勇 饰演 侧写师（特别出演）

## 制作

### 发展
2023年6月，媒体报道金宇彬将主演导演金周焕执导的新片《武道事务官》，影片将讲述隶属法务部的无限期合约制武道事务官的故事，预计该年下半年开拍。金周焕接受采访时表示该片是关于一个青年成长的动作片，他原本只是追求自身的幸福和乐趣，但在经历某些事之后开始拥抱世界。同年7月，Netflix正式确认制作该片，并宣布由金宇彬与金成均主演，《地獄公使》《D.P：逃兵追緝令》的制作公司Climax Studio负责制作。

### 拍摄
主体拍摄于2023年9月开始。

## 发行
该片于2024年9月13日由Netflix全球独家上映。

### 反响
影片上线公开后连续三周夺得Netflix每周全球非英语类电影Top 10排行榜冠军。